# Beloglínnaia
Beloglínnaia (en rus: Белоглинная) és un poble del krai de Krasnoiarsk, a Rússia, segons el cens del 2010 tenia 3 habitants. Pertany al districte municipal d'Àban.